# Beli Potok pri Frankolovem
Beli Potok pri Frankolovem je naselje v Občini Vojnik.

## Prebivalstvo
Etnična sestava 1991:
- Slovenci: 43 (97,7 %)
- Neznano: 1 (2,3 %)